# Мильний провулок
Ми́льний прову́лок — провулок у Подільському районі міста Києва, на схилах гори Юрковиця, місцевість Поділ. Пролягає від Кирилівської вулиці (двічі, утворюючи форму літери «П», розірвану посередині). 

## Історія
Провулок відомий під двома назвами: з XIX століття — Йорданський (рос. Иорданский) — від розташованого поряд Йорданського монастиря (не зберігся), та на межі XIX — початку XX століття під народною назвою Мильний (від розташованих тут миловарень). Поступово ця назва утвердилася як офіційна. 
Існувала також Йорданська вулиця, що пролягала паралельно теперішнім вулицям Заводській та Оленівській.
У буд. № 14 під час нацистської окупації Києва в 1941-43 рр. діяв підпільний Подільський райком КП(б)У .

## Зображення

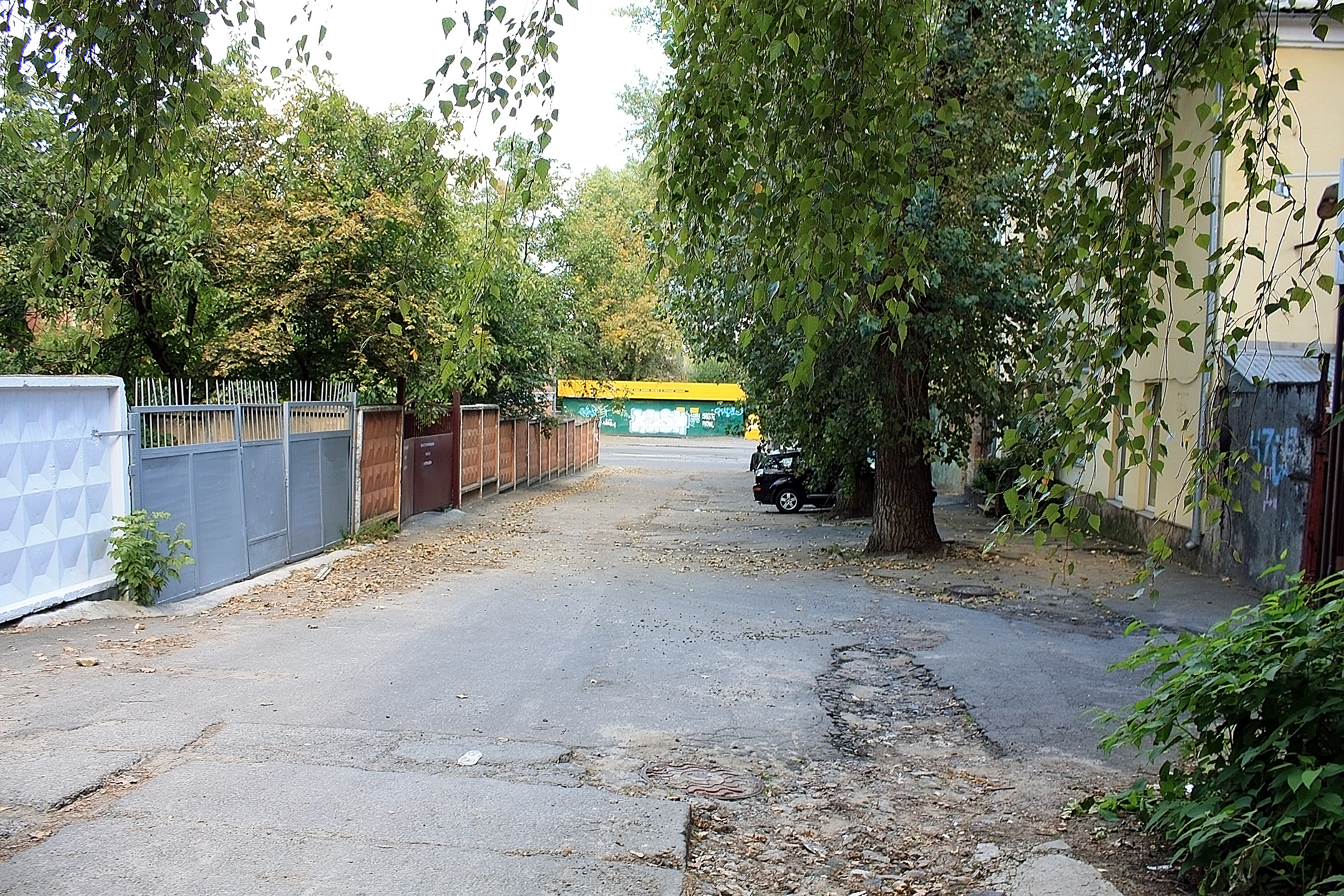
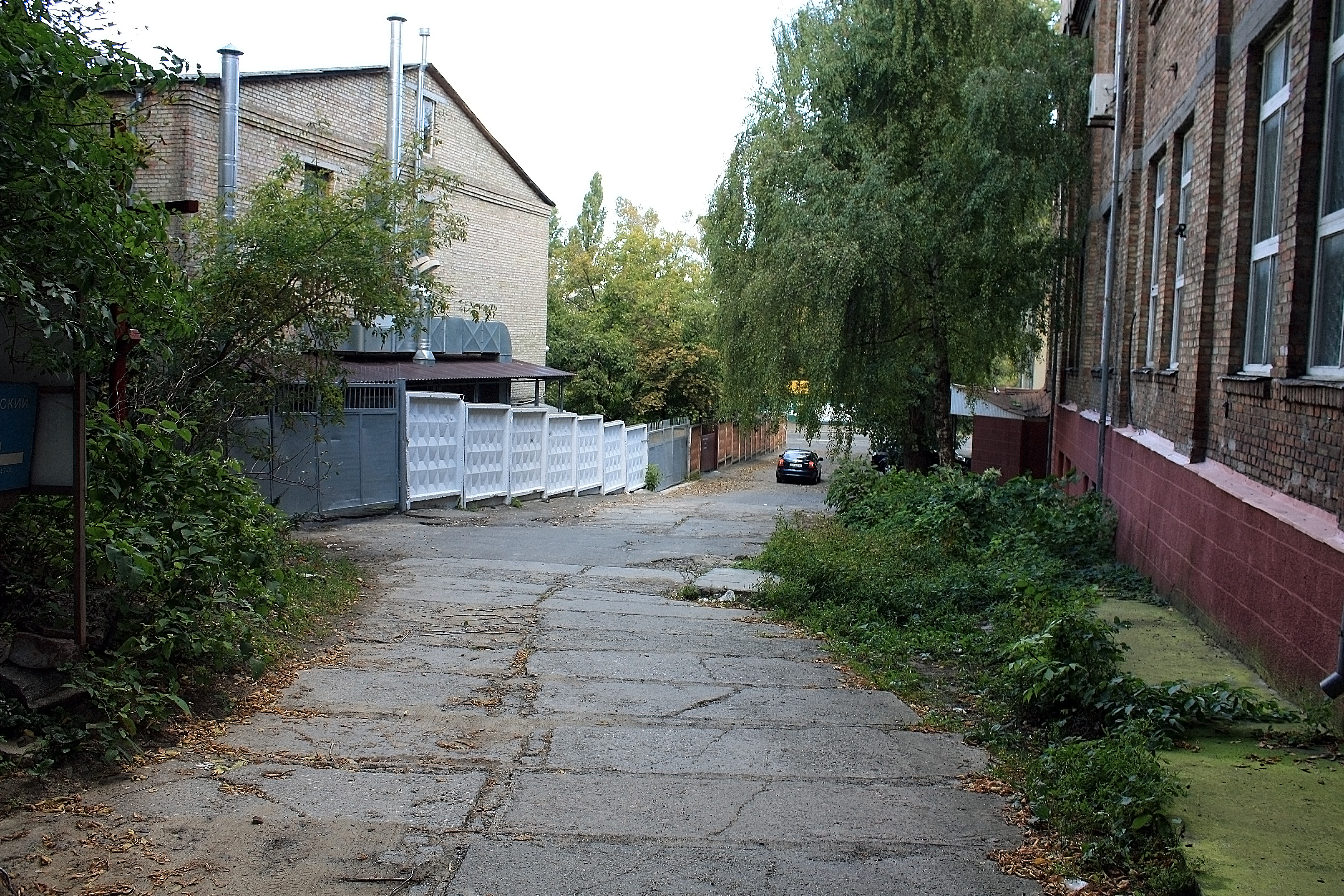
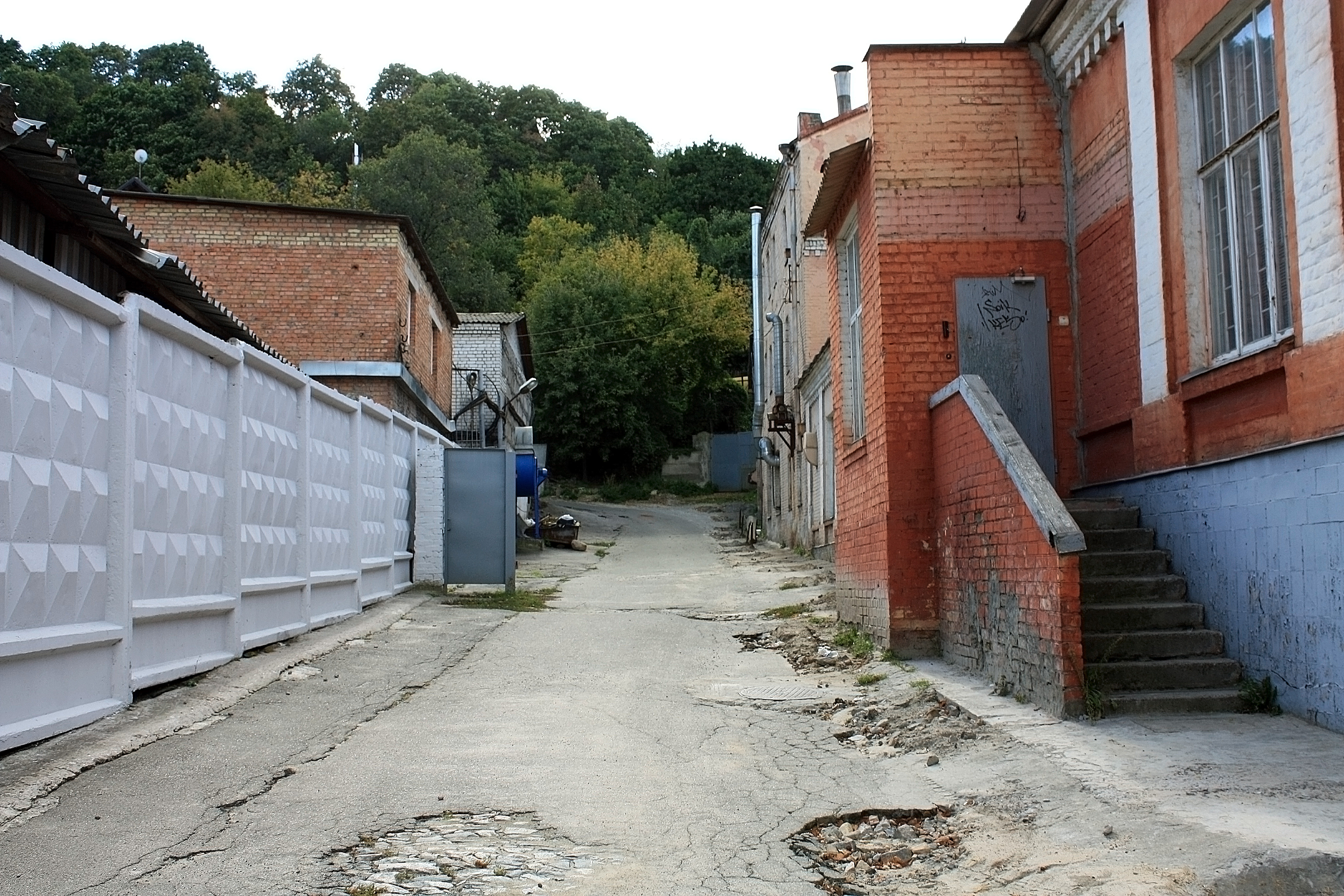